# Schloßstraße (Berlin-Steglitz)
A Schloßstraße bevásárló utca Berlin dél-nyugati részén, Steglitz-Zehlendorf városrészben. Berlin legnagyobb egybefüggő és legfontosabb bevásárló területe, őszességében több mint 200 000 négyzetméternyi üzletmérettel rendelkezik. Az utcán gépjárműforgalom is van, ezért nem sétálóutca. Az utca épületeinek földszinti szintjein üzletek, éttermek vannak, továbbá összesen 4 nagy bevásárlóközpont is megtalálható. A Schlossstraße vásárlás szempontjából a valamikori Nyugat-Berlin központjában található Kurfürstendamm híres bevásárló utca, illetve a belvárosi Friedrichstraße mellett a legjelentősebb a német fővárosban. Steglitz-Zehlendorf Berlin egyik leggazdagabb kerülete, de a vásárlók nem csak a városnak a délnyugati rész lakosai közül kerülnek ki, hanem más kerületekből is sokan keresik fel a területet.
Berlinben összesen négy Schloßstraße nevű utca található. A steglitzi mellett van egy Charlottenburgban és kettő Berlin északi részén, Hermsdorfban és Tegelben.

## Elhelyezkedése
Steglitz-Zehlendorf kerület Berlin dél-nyugati részén helyezkedik el. A Schloßstraße a 2001-es berlini közigazgatási reformig Steglitz kerülethez tartozott, amely a főváros központjától kb 10 km-re helyezkedik el. A hossza 1,7 kilométer és az északkeleti Walther-Schreiber-Platz-tól az Am Fichtenberg utcáig, a Botanikus kert délkeleti sarkán húzódik. Az utca üzletekkel teli része az északi Walther-Schreiber-Platztól a déli Rathaus Steglitz-ig húzódik.
- Schlossstraße
- Schlossstraße 88.
- Schlossstraße 107-108
- Schloßstraße (háttérben a Steglitzer Kreisel, 2007)
- Schloßstraße a Bierpinsel épülettel

## Története
Steglitz a Berlin-Potsdam közötti útszakaszon helyezkedett el, ezért a két királyi rezidencia közötti elhelyezkedése miatt meghatározó volt. A Porosz Királyságban az első vasútvonal is itt haladt át. Az első világháború után Poroszország legnagyobb vidéki települése volt, majd 1920-ban önálló kerület lett az újonnan létrehozott Nagy-Berlinben. Az utcában a modern épületek mellett még ma is viszonylag sok régebbi, századfordulós épület található, a világháború pusztításait viszonylag jól átvészelte ezen rész. Az útszakasz egykor az első poroszországi aszfaltozott út része volt, és a B 1 számmal volt jelölve. 1963-ig villamosközlekedés volt az utcában, azonban ekkor a villamosvágányokat eltávolították. Azóta buszjáratokat üzemeltnek. A Schloßstraße-től keletre, kb két háztömbnyire szinte párhuzamosan futó, 1968-ban átadott 103-as városi autópálya (B 1 megjelöléssel) átvette a dél felé kivezető nagyobb átmenő forgalmat, ezzel a bevásárló utca megszabadult a fő közlekedési ütőér szerepétől.

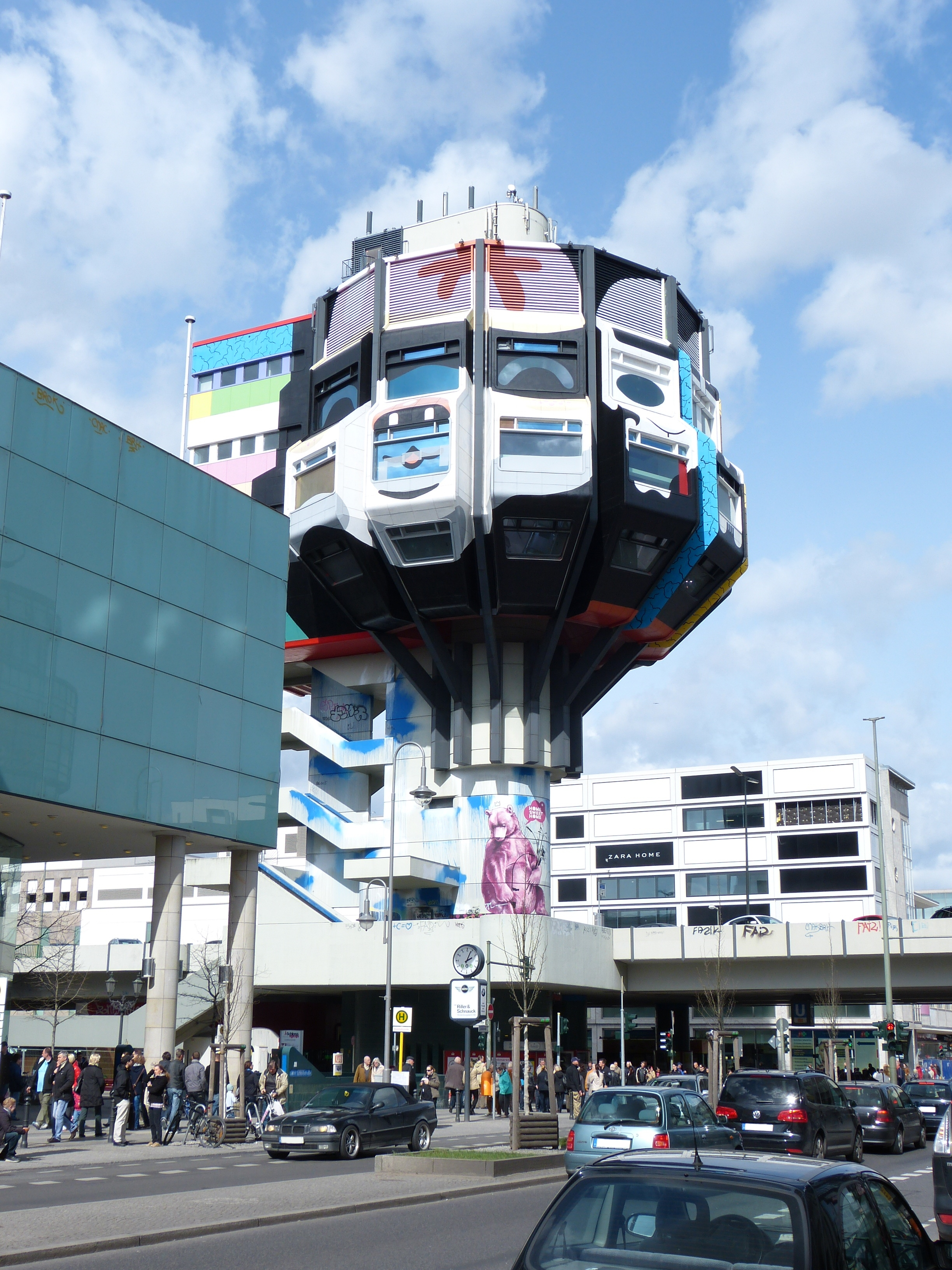
Bierpinsel

A második világháború után a Schloßstraße-n a Wertheim AG nyitotta meg az első új áruházat, amelynek látványosságaként egy tetőtéri éttermet alakítottak ki. A Walther-Schreiber-Platz tere az 1950-es években jött létre az építési vonalak kiszélesítésével, amikor egy ruházati üzlet (jelenleg orvosi központ) és egy áruház épült. A Schloss-Straßen-Center építésével a tér területe elveszett, és a Forum Steglitz előtt egyfajta maradék tér jött létre.
Az utca egyik építészeti ikonja az 1968 és 1976 között épült 47 méter magas „Bierpinsel“ futurisztikus épülete, amelyben korábban étterem üzemelt. Két városi (103 és 104 számú) autópálya összekötésének előkészítéseként 1970 után a Schloßstraße, a városi autópálya és a vasúti terület között egy több mint 800 méter hosszú hídszerkezet épült, be- és kihajtó sávokkal. A magasított, részben több emeletes utak alatt parkolóhelyeket alakítottak ki. Az autópálya-csomópont ugyan nem valósult meg a tervek szerint, de a Joachim Tiburtius híd ma is áll a „Bierpinsel” épülete mellett.
Az utcát 2011-ben új kerékpárutakkal és mindkét irányban egy-egy autósávval alakították át. A kerékpársávok zöld felülete 2021 óta jellemzi az utcaképet. Az utca állandó változáson megy keresztül, új irodák, lakóprojektek és átalakítások jellemzik a területet. 2025-ben a Kieler Straße sarkán lévő, az 1970-es években emelt épületet (Edeka szupermarket) a tervek szerint lebontják, a helyére egy új épületet emelnek. A Boulevard Berlin bevásárlóközpont esetében is több mint 25 000 négyzetméternyi irodaterületet alakítanak ki a felső szintjein, ami által az üzlethelyiségek csak egy részét tartják meg.

### A nagy bevásárlóközpontok
Északkelet felől az első bevásárlóközpont a Schloß-Straßen-Center (rövidítése: SSC). A következő téren található a Forum Steglitz. Majd egy utcával arrébb található az 1928-ban megnyitott, Titania-Palast, ami egykor mozielőadások, színházi előadások, koncertek és politikai gyűlések nagy helyszíne volt. Ma egy multiplex mozi (Cineplex Titania) és számos kiskereskedelmi üzlet található a felújított külső falak teljesen átalakított belső terében. A következő mellékutca után következik a Karstadt áruház épülete és a szomszédos Boulevard Berlin. A két hagyományos Wertheim és Karstadt áruház szomszédos volt a Schloßstraße-n. A Wertheim helyén 2010-től egy másik hatalmas bevásárlóközpont épült, a Boulevard Berlin. A Karstadt áruházzal összekötő üvegfolyosót építettek.A következő már távolabb van, a „Das Schloss” nevű bevásárlóközpont a Schloßstraße délnyugati végén található. A Grunewaldstraße sarkán álló régi steglitzi városháza (Rathaus) egyes részeit integrálta a szerkezetébe.
- A „Das Schloss” bevásárlóközpont három szinten mintegy 36 000 négyzetméternyi kiskereskedelmi, szabadidős és éttermi terület (több mint 80 üzlet), további mintegy 12 000 négyzetméternyi szolgáltatási terület is található. 2006 márciusában nyitották meg, ekkor a Schloßstraße legnagyobb bevásárlóközpontja volt. 2012-ben a Boulevard Berlin váltotta fel, ami mintegy 600 méterre északkeletre van tőle. A felső szintjén több berlini kereskedelmi rádióállomás is működik. [7][8]
- „Boulevard Berlin”néven 2012 áprilisában nyílt meg a bevásárlóközpont, amely a Wertheim és a Karstadt áruházak két korábbi helyszínéből áll. Az egykori Wertheim áruházat még 1951-1952-ben építették, majd a következő évtizedekben egymás után bővítették. A „Boulevard Berlin” bevásárlóközpont a második legnagyobb Berlinben, 76 000 négyzetméteres alapterületen mintegy 180 üzlettel.[9]
- A Forum Steglitz bevásárlóközpont Németország egyik első olyan bevásárlóközpontja, amely az úgynevezett „shop-in-shop rendszerrel” működött.[1] 1970-es megnyitásakor az egyik első bevásárlóközpont volt Németországban. Az építészetét acélvázas szerkezet és szigorúan geometrikus formanyelv jellemzi. [10][11]

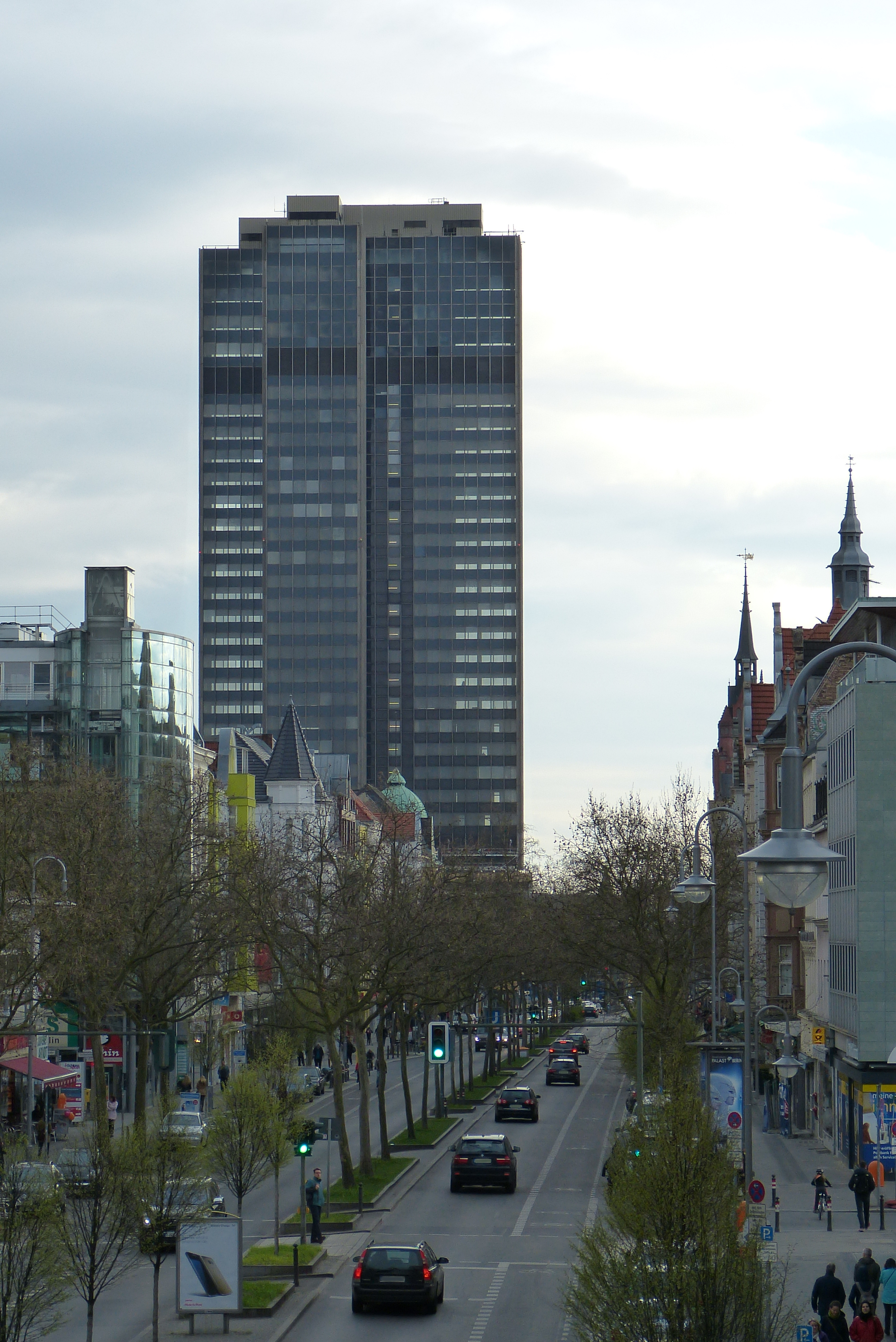
Steglitzer-Kreisel

- Das Schloss bevásárlóközpont
- Forum Steglitz bevásárlóközpont
- Steglitz Boulevard bevásárlóközpont
- A városház, mellette a "Das Schloss" üzletközpont

### A Steglitzer Kreisel
A vöröstéglás városháza (Rathaus Steglitz) épületével átellenben, a kereszteződés másik oldalán, a Schloßstraße 78-82. szám alatt álló 1968 és 1980 között épült épületkomplexum Steglitzer Kreisel néven ismert. Az 1960-as években a területen álló összes épületet lebontották, így adtak helyet Nyugat-Berlin gigantikus új építési projektjének. A közel 120 méter magas toronyépület jól ismert és vitatott nevezetesség. Korábban a kerületi közigazgatás hivatalai működtek benne, de 2017 óta üresen áll, felújítási munkálatokon esett át. A tervek szerint az épületet lakótoronnyá kívánják átalakítani. Az utca ezen pontja egyébként kitűnő közlekedési szempontból, mert a Rathaus Steglitz állomás metro és S-Bahn kapcsolattal bír (S1, U9), továbbá számos buszjárat (170, 186, 188, 282, 283, 284, 285, 380, N9, N88, M48, M82, M85, X83) is érinti ezen pontot.

## Közlekedés
A Schloßstraße nagyon jól kapcsolódik a berlini tömegközlekedési hálózatba. Az U9-es metróvonalnak három metróállomása („Walther-Schreiber-Platz”, „Schloßstraße” és a „Rathaus Steglitz”) van a szakaszon. Számos buszjárat a Schloßstraße-n keresztül közlekedik, a végállomásuk vagy a Walther-Schreiber-Platzon, vagy a Steglitz Kreisel-nél van. Az M48, M85, 186 és 282 számú buszjáratok a Schloßstraße mentén közlekednek. A Rathaus Steglitz állomásnál S-Bahn-ra is van átszállási lehetőség.